# 胡思敬
胡思敬（1869年—1922年），字漱唐，號退廬，江西宜豐縣新昌鎮人。晚清藏书家及出版家。

## 生平
生於同治八年（1869年），祖父胡元英，官至貴州省鎮遠知縣。胡思敬早年就读于治阳胡氏家塾，1893年中举，光緒乙未（1894年）會士，次年補殿試，同年五月，改翰林院庶吉士。光緒二十四年四月，散館，著以部属用，歷任吏部考功司主事、遼沈道監察御史、廣東道監察御史，御史任内，上疏七十多道，被彈劾的權貴包含袁世凯、善耆、赵尔巽、赵尔丰。
辛亥年（1911年）三月，知國事不可為，愤然南归隐居，有藏书二十万卷。民國成立後，奔走金陵、徐州、兗州之間，與劉廷琛、于式枚等密謀恢復帝制。
1922年，移居南昌，建新昌三君子祠，祀姚勉、邹维琏、吴甘来三人，是年4月30日病逝南昌。

著有《國聞備乘》、《盐乘》、《退庐疏稿》四卷（附《附錄》一卷）、《驴背集》、《丙午厘定官制刍议》、《戊戌履霜录》、《王船山读通鉴论辨正》等。